# Chevrolet Bel Air
O Chevrolet Bel Air foi um carro de tamanho grande produzido pela Chevrolet para os modelos dos anos de 1950-1981. Inicialmente, apenas os hardtops de duas portas na gama de modelos da Chevrolet foram designados com o nome Bel Air de 1950 a 1952, distinto dos modelos Styleline e Fleetline pelo restante da gama. Com o modelo do ano de 1953, o nome Bel Air foi alterado de uma designação para uma forma única de carroceria para um nível superior de acabamento aplicado em vários estilos da carroceria. O Bel Air continuou com várias outras designações de nível de acabamento até a produção dos EUA cessar em 1975. A produção continuou no Canadá, apenas pelo mercado doméstico, durante o modelo do ano de 1981.

## História

### Primeira geração (1950–1954)
Para 1950, a Chevrolet surgiu com um estilo revolucionário que estabeleceria um padrão por décadas. O Bel Air Hardtop foi desenhado como um conversível com um teto sólido não destacável. Modelos como este já ocorreram desde a década de 1920, incluindo Chevrolets adiantados, sem nenhum sucesso. Mas a ideia recém-revisada, varrendo a linha GM de Chevrolet para Cadillac, finalmente encontrou sua era. O primeiro ano de produção atingiu apenas 76.662, uma vez que os compradores testaram cautelosamente o conceito revisado. O carro custava US$1.741 e pesava 3,225 lb (1.500 kg). A suspensão dianteira foi independente, denominada "ação do joelho" (knee-action).
Os primeiros Bel Airs desta época compartilharam apenas a sua chapa dianteira anterior do pilar A com o resto da gama. O para-brisa, as portas, o vidro e o tronco eram comuns com o Cupê Declântico Styline DeLuxe, porém o telhado, os alojamentos traseiros e as janelas traseiras (3) eram únicos. O chassi e os mecânicos eram comuns com o resto da gama de automóveis de passageiros, e a aparência geral era a mesma do resto da variedade, exceto que a linha do teto era menor e a única janela traseira de três peças dava uma maior e mais equilibrada visão. Os primeiros Bel Airs só estavam disponíveis com o nível de acabamento e a especificação "DeLuxe" premium.

### Segunda geração (1955–1957)
Em 1953 a Chevrolet renenomeou seus carros e o nome Bel Air foi dado a um modelo de nível superior. Também surgiram duas séries inferiores, a 150 e a 210. Em 1955, os Chevrolets ganharam a opção de motor V8.
Em 1955, o Chevrolet foi re-estilizado, e ganhou o apelido de "The Hot One". Os Bel Airs vinham com acessórios encontrados em modelos de menor categoria, mais interior encarpetado, diversos cromados, e calotas estilizadas. O modelo era diferenciado também pelo nome escrito em letras douradas.
Os modelos de 55, 56, e principalmente de 57, são os carros americanos mais relembrados; os exemplos bem mantidos (especialmente coupés e conversíveis) são muito procurados por entusiastas. Espaçosos, eficientes, e com belos acabamentos cromados e cauda, eles são vistos como muito mais belos e superiores que os carros que frequentarão Detroit pelos próximos anos.
De 1955–57, a produção do station wagon duas-portas Nomad foi atribuída à série Bel Air, mesmo que seus formato e guarnições fossem exclusivos do modelo. Prioridade para se tornar um modelo de produção regular, o Nomad apareceu primeiramente baseado na concepção do Corvette 1954. Mais recentemente, foram revelados dois carros conceitos com o nome Nomad em 1999.

### Terceira geração (1958)
Para 1958, os modelos da Chevrolet foram redesenhados para serem mais largos, compridos e pesados do que os anteriores de 1957. Novamente, o Bel Air permaneceu como um Chevrolet top de linha, seguido pelo rebatizado Biscayne (originalmente o 210) e o Delray (150). O design da Chevrolet nesse ano foi melhor que o de outras divisões da GM como a Pontiac, Oldsmobile, Buick e Cadillac, que abusaram de cromados. Complementando o design dianteiro do carro, foram inseridos uma grade larga e faróis quadrados; a cauda recebeu seções aerodinâmicas em ambos lados, que abrigaram lanternas duplas traseiras.
O Bel Air também ganhou uma nova versão em 1958 (como jogada de marketing), o Impala, disponível apenas como coupé e conversível na sua introdução. O estilo do Impala seguiu as linha básicas de outros Chevrolets com detalhes próprios.

### Quarta geração (1959–1960)
Em 1959, a Chevrolet elevou o Impala para o status de top de linha, fazendo o Bel Air um modelo mediano. O Biscayne substituiu o declinante Delray como o último modelo caro de alto padrão da Chevrolet.
A partir de 1960, Bel Airs e Biscaynes podiam ser facilmente reconhecidos pelo uso de lanterna traseiras duplas em cada lado; os Impalas tinham três lanternas traseiras por lado. Também, o Bel Air possuía mais detalhes cromados no interior e exterior que o Biscayne. Muito dos acessórios e opções disponíveis no Impala também se encontravam no Bel Air.

### Quinta geração (1960-1964)
Para 1961, Chevrolet voltou a ter uma carroceria totalmente nova, e não apenas uma nova chapa metálica. Sua distância entre eixos permaneceu em 119 polegadas (3.000 mm), mas seu comprimento foi agora reduzido ligeiramente para 209,3  polegadas em (5.320 mm). Todas as opções de motores do ano anterior permaneceram em vigor com os motores padrão sendo o 235.5 CID Seis de 135 hp (101 kW) ou o 283 CID V8 de 170 hp (130 kW). O V8 custou US $ 110 a mais que os Seis e pesou 5 livras (2.3 kg) menos.
O sedã de 2 portas Bel Air usava um telhado quadrado e uma janela traseira grande em oposição ao design de varredura do hardtop. O Bel Air 4 portas Sport Hardtop ainda usava uma linha de teto diferente do que o sedã de 4 portas.

### Sexta geração (1965-1970)
No final dos anos 60 (com a introdução do Caprice), os Bel Airs e Biscaynes ficaram estacionados nos pátios das fábricas, e foram sendo vendidos para frotas automotivas. Contudo, o Bel Air continuou disponível para clientes que o procuravam.
Quando o Biscayne saiu de linha após 1972, o Bel Air foi reduzido a um modelo de baixo padrão. Os últimos Bel Airs foram produzidos em 1975.
A Chevrolet Canadense continuou com o Bel Air de baixo preço através do modelo de 1981.

## Concept de 2002
Em 2002, um Bel Air conceito conversível foi exibido na North American International Auto Show. Ele possuía muitos recursos de design dos modelos de 1955–57, e lanternas traseiras muito similares às do Ford Thunderbird. No entanto, a General Motors não mostrou nenhum interesse em produzir tal carro.